# Мазур Марія Миколаївна
Марі́я Микола́ївна Ма́зур (14 серпня 1935, село Міцівці, тепер Дунаєвецького району Хмельницької області) — українська радянська діячка, доярка колгоспу «Росія» Дунаєвецького району Хмельницької області. Герой Соціалістичної Праці (22.03.1966). Депутат Верховної Ради СРСР 6—7-го скликань.

## Життєпис
Народилася в селянській родині в селі Міцівці, де закінчила семирічну школу.
З 1952 року — колгоспниця, ланкова колгоспу імені Кірова села Міцівці Дунаєвецького району Хмельницької області.
У 1957—1967 роках — доярка колгоспу «Росія» села Міцівці Дунаєвецького району Хмельницької області. 1959 року добилася надоїв 5000 літрів молока на рік від кожної закріпленої корови; у подальшому надої постійно збільшувалися.
Член КПРС з 1961 року.
У 1967—1971 роках — секретар партійної організації села Голозубинці Дунаєвецького району Хмельницької області.
Здобуда вищу базову сільськогосподарську освіту.
У 1971—1990 роках — голова колгоспу імені Войкова села Вихрівки Дунаєвецького району Хмельницької області.
У 1990—2004 роках очолювала колективне господарство імені Гагаріна в селі Дем'янківцях Дунаєвецького району Хмельницької області.
Обиралася делегатом з'їздів Комуністичної партії України та Всесоюзного з'їзду колгоспників.
З 2004 року — на пенсії, проживає в місті Дунаївці Хмельницької області.

## Нагороди
- Герой Соціалістичної Праці (22.03.1966)
- два ордени Леніна (7.03.1960, 22.03.1966)
- орден «Знак Пошани» (10.03.1976)
- шість медалей ВДНГ
- почесний громадянин міста Дунаївці